# Liste der Gemeinden im Landkreis Ansbach

Karte des Landkreises Ansbach

Die Liste der Gemeinden im Landkreis Ansbach gibt einen Überblick über die Verwaltungseinheiten des Landkreises. Es gibt 58 politische Gemeinden, von denen 26 eine eigene Verwaltung haben, und 8 Verwaltungsgemeinschaften.

## Legende
- Verwaltungseinheit: Name der Gemeinde und Angabe der Gemeindeart: Gemeinde (–), Markt (M), Stadt (St), Große Kreisstadt (GKSt) oder Name der Verwaltungsgemeinschaft. Einheitsgemeinden wie auch Verwaltungsgemeinschaften sind fett gedruckt
- Wappen: Wappen der Gemeinde
- GT: Gemeindeteile der Gemeinde. Der Wiki-Link ist mit der Gemeindegliederung der jeweiligen Gemeinde verknüpft.
- VG: Zeigt ggf. an, ob eine Gemeinde zu einer Verwaltungsgemeinschaft gehört
- Karte: Zeigt die Lage der Gemeinde im Landkreis
- Fläche: Fläche der Stadt beziehungsweise Gemeinde, angegeben in Quadratkilometer
- Einwohner: Zahl der Menschen die in der Gemeinde beziehungsweise Stadt leben (Stand: 31. Dezember 2023[1])
- EW-Dichte: Angegeben ist die Einwohnerdichte, gerechnet auf die Fläche der Verwaltungseinheit, angegeben in Einwohner pro km2 (Stand: 31. Dezember 2023[2])
- Statistik: Link zur kommunalen Statistik des Bayerischen Landesamts für Statistik
- Website: Website der Gemeinde bzw. der Verwaltungsgemeinschaft

## Gemeinden
| Verwaltungseinheit                               | Wappen                                    | GT | VG                       | Karte                                                                          | Fläche in km²                                           | Einwohner                                               | Einwohner je km²          | Statistik | Website |
| ------------------------------------------------ | ----------------------------------------- | -- | ------------------------ | ------------------------------------------------------------------------------ | ------------------------------------------------------- | ------------------------------------------------------- | ------------------------- | --------- | ------- |
| Landkreis Ansbach                                | Wappen des Landkreises Ansbach            |    |                          | Der Landkreis Ansbach                                                          | 1971.3 (100 %)                                          | 189517 (100 %)                                          | 96                        | [ 3 ]     | [ 4 ]   |
| Verwaltungsgemeinschaft Dentlein am Forst        |                                           |    | Dentlein am Forst        | Lage der Verwaltungsgemeinschaft Dentlein am Forst im Landkreis Ansbach        | 52.68 (2.7 %)                                           | 4792 (2.5 %)                                            | 91                        |           |         |
| Verwaltungsgemeinschaft Hesselberg               |                                           |    | Hesselberg               | Lage der Verwaltungsgemeinschaft Hesselberg im Landkreis Ansbach               | 113.89 (5.8 %)                                          | 5746 (3 %)                                              | 50                        |           | [ 5 ]   |
| Verwaltungsgemeinschaft Rothenburg ob der Tauber |                                           |    | Rothenburg ob der Tauber | Lage der Verwaltungsgemeinschaft Rothenburg ob der Tauber im Landkreis Ansbach | 216.37 (11 %)                                           | 10207 (5.4 %)                                           | 47                        |           | [ 6 ]   |
| Verwaltungsgemeinschaft Schillingsfürst          |                                           |    | Schillingsfürst          | Lage der Verwaltungsgemeinschaft Schillingsfürst im Landkreis Ansbach          | 140.03 (7.1 %)                                          | 9962 (5.3 %)                                            | 71                        |           | [ 7 ]   |
| Verwaltungsgemeinschaft Triesdorf                |                                           |    | Triesdorf                | Lage der Verwaltungsgemeinschaft Schillingsfürst im Landkreis Ansbach          | 36.87 (1.9 %)                                           | 4159 (2.2 %)                                            | 113                       |           |         |
| Verwaltungsgemeinschaft Weihenzell               |                                           |    | Weihenzell               | Lage der Verwaltungsgemeinschaft Weihenzell im Landkreis Ansbach               | 73.74 (3.7 %)                                           | 5614 (3 %)                                              | 76                        |           | [ 8 ]   |
| Verwaltungsgemeinschaft Wilburgstetten           |                                           |    | Wilburgstetten           | Lage der Verwaltungsgemeinschaft Wilburgstetten im Landkreis Ansbach           | 61.22 (3.1 %)                                           | 5237 (2.8 %)                                            | 86                        |           | [ 9 ]   |
| Verwaltungsgemeinschaft Wolframs-Eschenbach      |                                           |    | Wolframs-Eschenbach      | Lage der Verwaltungsgemeinschaft Wolframs-Eschenbach im Landkreis Ansbach      | 35.98 (1.8 %)                                           | 4898 (2.6 %)                                            | 136                       |           |         |
| Adelshofen                                       | Wappen der Gemeinde Adelshofen            | 10 | Rothenburg ob der Tauber | Lage der Gemeinde Adelshofen im Landkreis Ansbach                              | 27.18 (1.4 %)                                           | 939 (0.5 %)                                             | 35                        | [ 10 ]    | [ 11 ]  |
| Arberg, M                                        | Wappen des Marktes Arberg                 | 12 |                          | Lage der Gemeinde Arberg im Landkreis Ansbach                                  | 31.29 (1.6 %)                                           | 2212 (1.2 %)                                            | 71                        | [ 12 ]    | [ 13 ]  |
| Aurach                                           | Wappen der Gemeinde Aurach                | 12 |                          | Lage der Gemeinde Aurach im Landkreis Ansbach                                  | 36.66 (1.9 %)                                           | 3166 (1.7 %)                                            | 86                        | [ 14 ]    | [ 15 ]  |
| Bechhofen, M                                     | Wappen des Marktes Bechhofen              | 28 |                          | Lage der Gemeinde Bechhofen im Landkreis Ansbach                               | 61.85 (3.1 %)                                           | 6275 (3.3 %)                                            | 101                       | [ 16 ]    | [ 17 ]  |
| Bruckberg                                        | Wappen der Gemeinde Bruckberg             | 5  | Weihenzell               | Lage der Gemeinde Bechhofen im Landkreis Ansbach                               | 7.61 (0.4 %)                                            | 1295 (0.7 %)                                            | 170                       | [ 18 ]    | [ 19 ]  |
| Buch am Wald                                     | Wappen der Gemeinde Buch am Wald          | 12 | Schillingsfürst          | Lage der Gemeinde Buch am Wald im Landkreis Ansbach                            | 26.43 (1.3 %)                                           | 1034 (0.5 %)                                            | 39                        | [ 20 ]    | [ 21 ]  |
| Burgoberbach                                     | Wappen der Gemeinde Burgoberbach          | 7  |                          | Lage der Gemeinde Burgoberbach im Landkreis Ansbach                            | 12.61 (0.6 %)                                           | 3807 (2 %)                                              | 302                       | [ 22 ]    | [ 23 ]  |
| Burk                                             | Wappen der Gemeinde Burk                  | 5  | Dentlein am Forst        | Lage der Gemeinde Burk im Landkreis Ansbach                                    | 14.08 (0.7 %)                                           | 1092 (0.6 %)                                            | 78                        | [ 24 ]    | [ 25 ]  |
| Colmberg, M                                      | Wappen des Marktes Colmberg               | 12 |                          | Lage der Gemeinde Colmberg im Landkreis Ansbach                                | 38.34 (1.9 %)                                           | 2181 (1.2 %)                                            | 57                        | [ 26 ]    | [ 27 ]  |
| Dentlein am Forst, M                             | Wappen des Marktes Dentlein am Forst      | 12 | Dentlein am Forst        | Lage der Gemeinde Dentlein am Forst im Landkreis Ansbach                       | 18.01 (0.9 %)                                           | 2376 (1.3 %)                                            | 132                       | [ 28 ]    | [ 29 ]  |
| Diebach                                          | Wappen der Gemeinde Diebach               | 10 | Schillingsfürst          | Lage der Gemeinde Dentlein am Forst im Landkreis Ansbach                       | 22.34 (1.1 %)                                           | 1189 (0.6 %)                                            | 53                        | [ 30 ]    | [ 31 ]  |
| Dietenhofen, M                                   | Wappen des Marktes Dietenhofen            | 28 |                          | Lage der Gemeinde Dietenhofen im Landkreis Ansbach                             | 63.93 (3.2 %)                                           | 5755 (3 %)                                              | 90                        | [ 32 ]    | [ 33 ]  |
| Dinkelsbühl, GKSt                                | Wappen der Stadt Dinkelsbühl              | 67 |                          | Lage der Gemeinde Dinkelsbühl im Landkreis Ansbach                             | 75.16 (3.8 %)                                           | 12272 (6.5 %)                                           | 163                       | [ 34 ]    | [ 35 ]  |
| Dombühl, M                                       | Wappen des Marktes Dombühl                | 8  | Schillingsfürst          | Lage der Gemeinde Dombühl im Landkreis Ansbach                                 | 17.89 (0.9 %)                                           | 2023 (1.1 %)                                            | 113                       | [ 36 ]    | [ 37 ]  |
| Dürrwangen, M                                    | Wappen des Marktes Dürrwangen             | 14 |                          | Lage der Gemeinde Dürrwangen im Landkreis Ansbach                              | 23.03 (1.2 %)                                           | 2588 (1.4 %)                                            | 112                       | [ 38 ]    | [ 39 ]  |
| Ehingen                                          | Wappen der Gemeinde Ehingen               | 16 | Hesselberg               | Lage der Gemeinde Ehingen im Landkreis Ansbach                                 | 47.6 (2.4 %)                                            | 1940 (1 %)                                              | 41                        | [ 40 ]    | [ 41 ]  |
| Feuchtwangen, St                                 | Wappen der Gemeinde Feuchtwangen          | 91 |                          | Lage der Gemeinde Feuchtwangen im Landkreis Ansbach                            | 137.21 (7 %)                                            | 12875 (6.8 %)                                           | 94                        | [ 42 ]    | [ 43 ]  |
| Flachslanden, M                                  | Wappen des Marktes Flachslanden           | 19 |                          | Lage der Gemeinde Flachslanden im Landkreis Ansbach                            | 40.93 (2.1 %)                                           | 2434 (1.3 %)                                            | 59                        | [ 44 ]    | [ 45 ]  |
| Gebsattel                                        | Wappen der Gemeinde Gebsattel             | 9  | Rothenburg ob der Tauber | Lage der Gemeinde Gebsattel im Landkreis Ansbach                               | 19.12 (1 %)                                             | 1764 (0.9 %)                                            | 92                        | [ 46 ]    | [ 47 ]  |
| Gerolfingen                                      | Wappen der Gemeinde Gerolfingen           | 4  | Hesselberg               | Lage der Gemeinde Gerolfingen im Landkreis Ansbach                             | 12.59 (0.6 %)                                           | 938 (0.5 %)                                             | 75                        | [ 48 ]    | [ 49 ]  |
| Geslau                                           | Wappen der Gemeinde Geslau                | 14 | Rothenburg ob der Tauber | Lage der Gemeinde Geslau im Landkreis Ansbach                                  | 41.96 (2.1 %)                                           | 1339 (0.7 %)                                            | 32                        | [ 50 ]    | [ 51 ]  |
| Heilsbronn, St                                   | Wappen der Stadt Heilsbronn               | 19 |                          | Lage der Gemeinde Heilsbronn im Landkreis Ansbach                              | 62.23 (3.2 %)                                           | 9832 (5.2 %)                                            | 158                       | [ 52 ]    | [ 53 ]  |
| Herrieden, St                                    | Wappen der Stadt Herrieden                | 39 |                          | Lage der Gemeinde Herrieden im Landkreis Ansbach                               | 81.6681,71 (4.1 %)                                      | 8325 (4.4 %)                                            | 102                       | [ 54 ]    | [ 55 ]  |
| Insingen                                         | Wappen der Gemeinde Insingen              | 9  | Rothenburg ob der Tauber | Lage der Gemeinde Insingen im Landkreis Ansbach                                | 21.32 (1.1 %)                                           | 1196 (0.6 %)                                            | 56                        | [ 56 ]    | [ 57 ]  |
| Langfurth                                        | Wappen der Gemeinde Langfurth             | 9  |                          | Lage der Gemeinde Langfurth im Landkreis Ansbach                               | 21.15 (1.1 %)                                           | 2016 (1.1 %)                                            | 95                        | [ 58 ]    | [ 59 ]  |
| Lehrberg, M                                      | Wappen des Marktes Lehrberg               | 26 |                          | Lage der Gemeinde Lehrberg im Landkreis Ansbach                                | 50.85 (2.6 %)                                           | 3131 (1.7 %)                                            | 62                        | [ 60 ]    | [ 61 ]  |
| Leutershausen, St                                | Wappen der Stadt Leutershausen            | 49 |                          | Lage der Gemeinde Leutershausen im Landkreis Ansbach                           | 84.07 (4.3 %)                                           | 5689 (3 %)                                              | 68                        | [ 62 ]    | [ 63 ]  |
| Lichtenau, M                                     | Wappen des Marktes Lichtenau              | 25 |                          | Lage der Gemeinde Lichtenau im Landkreis Ansbach                               | 41.35 (2.1 %)                                           | 3867 (2 %)                                              | 94                        | [ 64 ]    | [ 65 ]  |
| Merkendorf, St                                   | Wappen der Stadt Merkendorf               | 12 |                          | Lage der Gemeinde Merkendorf im Landkreis Ansbach                              | 26.07 (0.5 %)                                           | 3083 (1.6 %)                                            | 293                       | [ 66 ]    | [ 67 ]  |
| Mitteleschenbach                                 | Wappen der Gemeinde Mitteleschenbach      | 4  | Wolframs-Eschenbach      | Lage der Gemeinde Mitteleschenbach im Landkreis Ansbach                        | 10.51 (0.5 %)                                           | 1677 (0.9 %)                                            | 160                       | [ 68 ]    | [ 69 ]  |
| Mönchsroth                                       | Wappen der Gemeinde Mönchsroth            | 6  | Wilburgstetten           | Lage der Gemeinde Mönchsroth im Landkreis Ansbach                              | 11.92 (0.6 %)                                           | 1674 (0.9 %)                                            | 140                       | [ 70 ]    | [ 71 ]  |
| Neuendettelsau                                   | Wappen der Gemeinde Neuendettelsau        | 18 |                          | Lage der Gemeinde Neuendettelsau im Landkreis Ansbach                          | 33.81 (1.7 %)                                           | 8282 (4.4 %)                                            | 245                       | [ 72 ]    | [ 73 ]  |
| Neusitz                                          | Wappen der Gemeinde Neusitz               | 9  | Rothenburg ob der Tauber | Lage der Gemeinde Neusitz im Landkreis Ansbach                                 | 13.78 (0.7 %)                                           | 2071 (1.1 %)                                            | 150                       | [ 74 ]    | [ 75 ]  |
| Oberdachstetten                                  | Wappen der Gemeinde Oberdachstetten       | 10 |                          | Lage der Gemeinde Oberdachstetten im Landkreis Ansbach                         | 23.62 (1.2 %)                                           | 1660 (0.9 %)                                            | 70                        | [ 76 ]    | [ 77 ]  |
| Ohrenbach                                        | Wappen der Gemeinde Ohrenbach             | 7  | Rothenburg ob der Tauber | Lage der Gemeinde Ohrenbach im Landkreis Ansbach                               | 22.74 (1.2 %)                                           | 585 (0.3 %)                                             | 26                        | [ 78 ]    | [ 79 ]  |
| Ornbau, St                                       | Wappen der Stadt Ornbau                   | 6  | Triesdorf                | Lage der Gemeinde Ornbau im Landkreis Ansbach                                  | 15.16 (0.8 %)                                           | 1697 (0.9 %)                                            | 112                       | [ 80 ]    | [ 81 ]  |
| Petersaurach                                     | Wappen der Gemeinde Petersaurach          | 16 |                          | Lage der Gemeinde Petersaurach im Landkreis Ansbach                            | 41.81 (2.1 %)                                           | 5051 (2.7 %)                                            | 121                       | [ 82 ]    | [ 83 ]  |
| Röckingen                                        | Wappen der Gemeinde Röckingen             | 4  | Hesselberg               | Lage der Gemeinde Röckingen im Landkreis Ansbach                               | 10.91 (0.6 %)                                           | 743 (0.4 %)                                             | 68                        | [ 84 ]    | [ 85 ]  |
| Rothenburg ob der Tauber, GKSt                   | Wappen der Stadt Rothenburg ob der Tauber | 39 |                          | Lage der Gemeinde Rothenburg ob der Tauber im Landkreis Ansbach                | 41.67 (2.1 %)                                           | 11385 (6 %)                                             | 273                       | [ 86 ]    | [ 87 ]  |
| Rügland                                          | Wappen der Gemeinde Rügland               | 12 | Weihenzell               | Lage der Gemeinde Rügland im Landkreis Ansbach                                 | 20.91 (1.1 %)                                           | 1294 (0.7 %)                                            | 62                        | [ 88 ]    | [ 89 ]  |
| Sachsen bei Ansbach                              | Wappen der Gemeinde Sachsen bei Ansbach   | 13 |                          | Lage der Gemeinde Sachsen bei Ansbach im Landkreis Ansbach                     | 20.94 (1.1 %)                                           | 3688 (1.9 %)                                            | 176                       | [ 90 ]    | [ 91 ]  |
| Schillingsfürst, St                              | Wappen der Stadt Schillingsfürst          | 21 | Schillingsfürst          | Lage der Gemeinde Schillingsfürst im Landkreis Ansbach                         | 27.5 (1.4 %)                                            | 2805 (1.5 %)                                            | 102                       | [ 92 ]    | [ 93 ]  |
| Schnelldorf                                      | Wappen der Gemeinde Schnelldorf           | 17 |                          | Lage der Gemeinde Schnelldorf im Landkreis Ansbach                             | 51.43 (2.6 %)                                           | 3670 (1.9 %)                                            | 71                        | [ 94 ]    | [ 95 ]  |
| Schopfloch, M                                    | Wappen des Marktes Schopfloch             | 13 |                          | Lage der Gemeinde Schopfloch im Landkreis Ansbach                              | 15.34 (0.8 %)                                           | 2983 (1.6 %)                                            | 194                       | [ 96 ]    | [ 97 ]  |
| Steinsfeld                                       | Wappen der Gemeinde Steinsfeld            | 11 | Rothenburg ob der Tauber | Lage der Gemeinde Steinsfeld im Landkreis Ansbach                              | 31.8 (1.6 %)                                            | 1253 (0.7 %)                                            | 39                        | [ 98 ]    | [ 99 ]  |
| Unterschwaningen                                 | Wappen der Gemeinde Unterschwaningen      | 4  | Hesselberg               | Lage der Gemeinde Unterschwaningen im Landkreis Ansbach                        | 18.57 (0.9 %)                                           | 866 (0.5 %)                                             | 47                        | [ 100 ]   | [ 101 ] |
| Wassertrüdingen, St                              | Wappen der Stadt Wassertrüdingen          | 17 |                          | Lage der Gemeinde Wassertrüdingen im Landkreis Ansbach                         | 53.57 (2.7 %)                                           | 6427 (3.4 %)                                            | 120                       | [ 102 ]   | [ 103 ] |
| Weidenbach, M                                    | Wappen des Marktes Weidenbach             | 9  | Triesdorf                | Lage der Gemeinde Weidenbach im Landkreis Ansbach                              | 21.71 (1.1 %)                                           | 2462 (1.3 %)                                            | 113                       | [ 104 ]   | [ 105 ] |
| Weihenzell                                       | Wappen der Gemeinde Weihenzell            | 22 | Weihenzell               | Lage der Gemeinde Weihenzell im Landkreis Ansbach                              | 45.22 (2.3 %)                                           | 3025 (Fehler im Ausdruck: Unerwarteter Operator / %)    | Node-count limit exceeded | [ 106 ]   | [ 107 ] |
| Weiltingen, M                                    | Wappen des Marktes Weiltingen             | 9  | Wilburgstetten           | Lage der Gemeinde Weiltingen im Landkreis Ansbach                              | Node-count limit exceeded (Node-count limit exceeded %) | Node-count limit exceeded (Node-count limit exceeded %) | Node-count limit exceeded | [ 108 ]   | [ 109 ] |
| Wettringen                                       | Wappen der Gemeinde Wettringen            | 7  | Schillingsfürst          | Lage der Gemeinde Wettringen im Landkreis Ansbach                              | Node-count limit exceeded (Node-count limit exceeded %) | Node-count limit exceeded (Node-count limit exceeded %) | Node-count limit exceeded | [ 110 ]   | [ 111 ] |
| Wieseth                                          | Wappen der Gemeinde Wieseth               | 13 | Dentlein am Forst        | Lage der Gemeinde Wieseth im Landkreis Ansbach                                 | Node-count limit exceeded (Node-count limit exceeded %) | Node-count limit exceeded (Node-count limit exceeded %) | Node-count limit exceeded | [ 112 ]   | [ 113 ] |
| Wilburgstetten                                   | Wappen der Gemeinde Wilburgstetten        | 17 | Wilburgstetten           | Lage der Gemeinde Wilburgstetten im Landkreis Ansbach                          | Node-count limit exceeded (Node-count limit exceeded %) | Node-count limit exceeded (Node-count limit exceeded %) | Node-count limit exceeded | [ 114 ]   | [ 115 ] |
| Windelsbach                                      | Wappen der Gemeinde Windelsbach           | 9  | Rothenburg ob der Tauber | Lage der Gemeinde Windelsbach im Landkreis Ansbach                             | Node-count limit exceeded (Node-count limit exceeded %) | Node-count limit exceeded (Node-count limit exceeded %) | Node-count limit exceeded | [ 116 ]   | [ 117 ] |
| Windsbach, St                                    | Wappen der Stadt Windsbach                | 28 |                          | Lage der Gemeinde Windsbach im Landkreis Ansbach                               | Node-count limit exceeded (Node-count limit exceeded %) | Node-count limit exceeded (Node-count limit exceeded %) | Node-count limit exceeded | [ 118 ]   | [ 119 ] |
| Wittelshofen                                     | Wappen der Gemeinde Wittelshofen          | 10 | Hesselberg               | Lage der Gemeinde Wittelshofen im Landkreis Ansbach                            | Node-count limit exceeded (Node-count limit exceeded %) | Node-count limit exceeded (Node-count limit exceeded %) | Node-count limit exceeded | [ 120 ]   | [ 121 ] |
| Wolframs-Eschenbach, St                          | Wappen der Stadt Wolframs-Eschenbach      | 10 | Wolframs-Eschenbach      | Lage der Gemeinde Wolframs-Eschenbach im Landkreis Ansbach                     | Node-count limit exceeded (Node-count limit exceeded %) | Node-count limit exceeded (Node-count limit exceeded %) | Node-count limit exceeded | [ 122 ]   | [ 123 ] |
| Wörnitz                                          | Wappen der Gemeinde Wörnitz               | 17 | Schillingsfürst          | Lage der Gemeinde Wörnitz im Landkreis Ansbach                                 | Node-count limit exceeded (Node-count limit exceeded %) | Node-count limit exceeded (Node-count limit exceeded %) | Node-count limit exceeded | [ 124 ]   | [ 125 ] |